# Примусовий аборт
Примусовий аборт — це форма репродуктивного примусу жінки до переривання вагітності проти її волі або без явної згоди. Примусовий аборт можуть вчиняти через низку зовнішніх сил, таких як суспільний тиск, або через втручання інших людей, таких як інтимний партнер, опікун, піклувальник, лікарі чи інші особи, які можуть здійснити аборт через силу, погрози чи примус. Це також може вчинятися шляхом використання ситуації, коли вагітна не в змозі дати згоду, або коли дійсна згода піддається сумніву через примус. Це також може включати випадки, коли поведінка не була виправдана медичними показаннями, але не включає випадки, коли вагітна наражається на ризик отримання травми, що загрожує її життю, у зв'язку з нестабільною вагітністю. Організація Об'єднаних Націй вважає примусовий аборт порушенням прав людини через недотримання права людини на репродуктивний вибір і контроль без примусу, дискримінації та насильства.

## Нацистська Німеччина
Під час Другої світової війни політика щодо абортів у нацистській Німеччині змінювалася залежно від народу, групи та території, на яку вона була спрямована, оскільки німкеням було заборонено робити аборт. Спільність між політиками полягала в тому, що вони мали на меті підвищення рівня народжуваності та населення так званої «арійської раси» та мінімізації чисельності таких груп, євреї, поляки та роми. Крім того, тих, кого вважали загальним тягарем для німецького суспільства, наприклад, жінок з інвалідністю та психічними розладами, також примусово піддавали абортам із наступною стерилізацією на законній основі. Ці облікові записи були класифіковані як частина нацистської систематичної програми геноциду, спрямованої на знищення інших націй та етнічних груп.
Після закінчення війни практика примусових абортів щодо засуджених у нацистському суспільстві груп була визнана воєнним злочином після оцінки під час Нюрнберзького процесу. Особи, винні в заохоченні або примушуванні до абортів під час Голокосту, були засуджені до мінімум 25 років позбавлення волі через те, що їхня практика вважалася нелюдським актом знищення.

## Китайська Народна Республіка
У Китайській Народній Республіці мали місце примусові аборти, пов'язані з політикою однієї дитини; вони є порушенням китайського законодавства і формально не є офіційною політикою. Вони є наслідком тиску уряду на місцевих чиновників, які, у свою чергу, застосовують «тактику сильної руки» щодо вагітних жінок. 29 вересня 1997 року до Конгресу США було внесено законопроєкт «Закон про засудження примусових абортів», який мав на меті засудити тих офіційних осіб Комуністичної партії Китаю, уряду Китайської Народної Республіки та інших осіб, які причетні до застосування примусових абортів шляхом запобігання таким особам в'їзду або перебування в США. У червні 2012 року Фен Цзяньмей насильно змусили абортувати свій 7-місячний плід після того, як вона не сплатила штраф за порушення політики однієї дитини. Її випадок широко обговорювався в інтернеті в Китаї, що викликало загальне обурення після того, як фотографії мертвонародженого плоду Фен були розміщені у мережі. Через 2 тижні після примусового аборту її продовжувала переслідувати місцева влада в провінції Шаньсі. 5 липня Європейський парламент прийняв резолюцію, в якій говориться, що він рішуче засуджує як справу Фен конкретно, так і примусові аборти в цілому, особливо в контексті політики однієї дитини.
Частина роботи активіста «босого адвоката» Чень Гуанченга також стосувалася ексцесів такого характеру. До 2012 року громадськість Китаю висловлювала незгоду з примусовими абортами, що, як вважалося, посилювало тиск щодо скасування політики однієї дитини. Після переходу до політики двох дітей у січні 2016 року, у 2020 році повідомлялося, що така практика все ще має місце через переслідування уйгурської меншини в Сіньцзяні, що призвело до того, що уряд США у відповідь наклав санкції на чиновників.

## Північна Корея
Примусові аборти та дітовбивство використовуються як вид покарання в північнокорейських концтаборах. Північнокорейський тоталітарний режим заборонив вагітність у своїх концтаборах у 1980-х. КНР повертає всіх нелегальних іммігрантів з Північної Кореї, яка зазвичай ув'язнює їх у в'язниці на короткий термін. Багато перебіжчиків з Північної Кореї стверджують, що в цих в'язницях поширені примусові аборти та дітовбивства. Більшість ув'язнених у китайських ізоляторах — жінки. Депортованих кореянок піддають примусовим абортам незалежно від уявних злочинів. Поліція Північної Кореї намагається запобігти народженню корейськими жінками етнічно змішаних дітей від китайських чоловіків. Кореянки, примушені до абортів, не отримували жодної медичної допомоги.

## Велика Британія
21 червня 2019 року Охоронний суд Великої Британії, який має юрисдикцію над майном, фінансовими справами та особистим добробутом людей, які не мають розумових здібностей приймати рішення самостійно, зобов'язав жінку з обмеженими можливостями зробити аборт проти її волі. Жінка мала помірний афективний розлад та проблеми з навчанням і перебувала під опікою Національної служби охорони здоров'я, яка стверджувала, що вона була розумово недієздатною і що народження дитини погіршить її психічне здоров'я. Згодом суддя Наталі Лівен схвалила примусовий аборт відповідно до Закону про психічні здібності 2005 року, незважаючи на бажання самої вагітної та її матері. Рішення розкритикували Католицька Церква, Комісія з прав людей з інвалідністю і численні групи активістів проти абортів, такі як Life та Товариство захисту ненароджених дітей. Згодом справу було скасовано апеляційним судом.

## США

### Закони щодо примусових абортів
У 2016 році губернатор Рік Снайдер підписав два законопроєкти з наміром припинити примусові аборти в Мічигані. Перший законопроєкт забороняв примушувати жінку до аборту, а другий забороняє примусові аборти.

### Примусові аборти в секс-торгівлі
У серії фокус-груп, проведених активісткою з протидії торгівлі людьми Лаурою Ледерер у 2014 році по всій території США, понад 25 % постраждалих від секс-торгівлі, які відповіли на запитання, повідомили, що їх примушували зробити аборт.

## Росія
Примусові стерилізації та аборти є поширеною практикою в російських психоневрологічних інтернатах (ПНІ). Оскільки за законом в Росії в психоневрологічних інтернатах діти не можуть проживати, а закладів, де пацієнти інтернатів могли б проживати зі своїми дітьми, немає, майже усім вагітним жінкам в ПНІ роблять аборти. Під час абортів пацієнток ПНІ також часто піддають примусовій стерилізації — їм перев'язують маткові труби, мотивуючи це нібито виявленими «серйозними ускладненнями».

## Індія

### Закони щодо примусових абортів
Розділ 314 Кримінального кодексу Індії стосується примусових абортів: «Кожен, хто з наміром спричинити викидень жінки, що має дитину, вчинить будь-яку дію, що спричинила смерть такої жінки, карається позбавленням волі будь-якого ступеня на строк до десяти років, а також підлягає відповідальності штрафом; якщо вчинено без згоди жінки».